# Autobusová doprava Podbořany

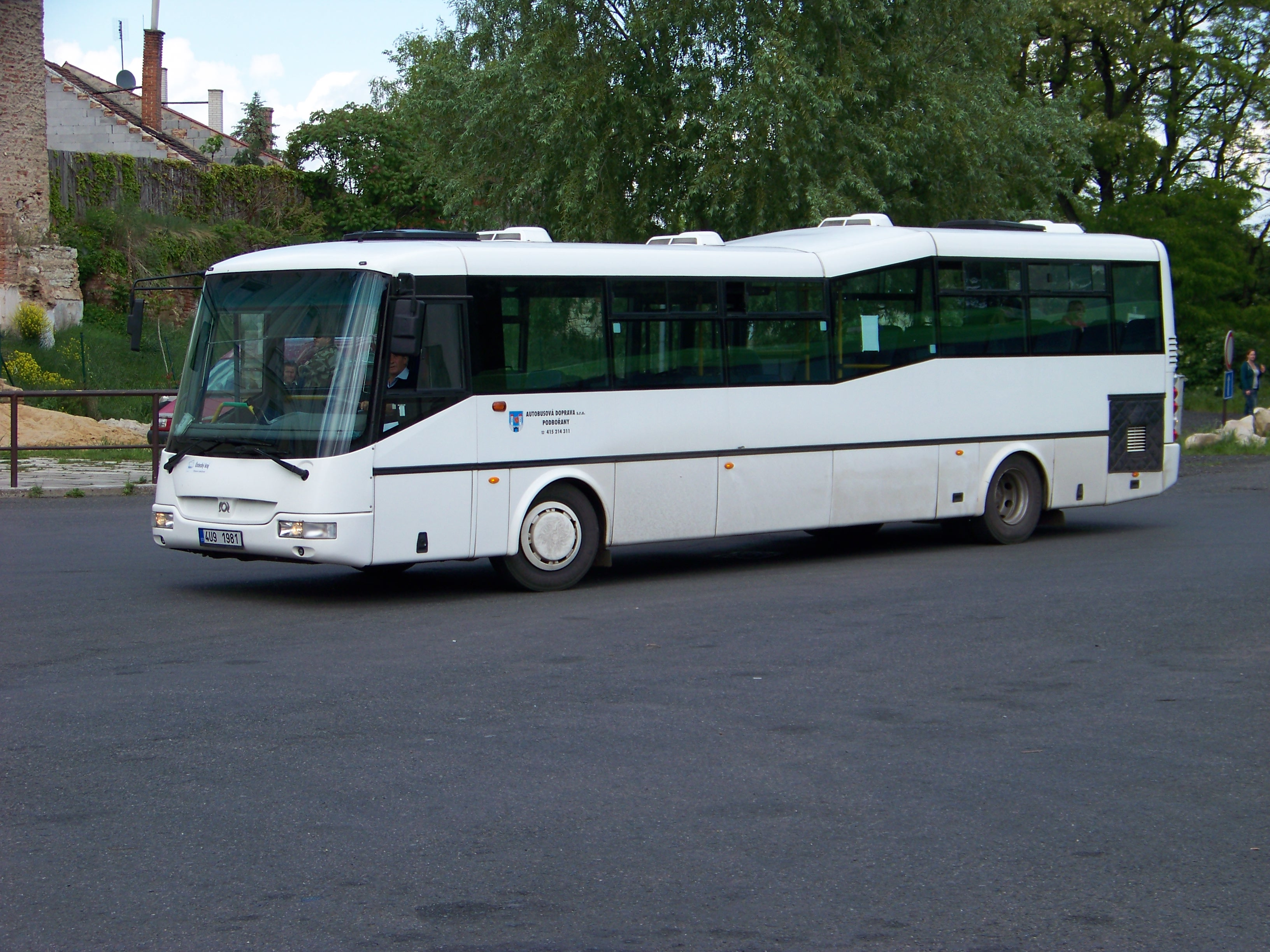
Autobus regionální linky na autobusovém nádraží v Žatci, 2014.

Autobusová doprava s.r.o. Podbořany je dopravce z Podbořan, zabývající se převážně autobusovou dopravou, v minulosti též nákladní dopravou. Od poloviny 90. let zajišťoval místní autobusovou dopravu na Podbořansku, provozoval i několik dálkových linek. V období 2007–2014 zajišťoval na objednávku Ústeckého kraje základní dopravní obslužnost v oblastech Podbořansko a Podbořany–Žatec. Od roku 2015 neprovozuje žádnou veřejnou linkovou dopravu. Společnost založil a zpočátku z poloviny, později většinově vlastnil Svjatoslav Parpel, od roku 2011 je vlastníkem MSB INVEST s.r.o. se sídlem v Brně, kterou většinově vlastní Ing. Marcel Smejkal z Brna.

## Historie a vlastnické vztahy
Firma byla zapsána do obchodního rejstříku 1. června 1994 a od té doby nebyla přejmenována, dvakrát však změnila své sídlo v rámci Podbořan (původně Smetanova 670, od října 1997 Husova 522, od března 2002 Dělnická 946). Předmětem podnikání byla od počátku silniční motorová doprava, v roce 2008 byla do obchodního rejstříku jako další činnost zapsána též správa a údržba nemovitostí.
Původně bylo vlastníky pět fyzických osob, z nichž Svjatoslav Parpel vlastnil poloviční podíl a další 4 společníci (Josef Šváb, Václav Stropnický, Václav Mareš a Eva Škodová, od roku 2004 Linhartová) po osminovém podílu. V červnu 1996 přešel podíl Josefa Švába na Svjatoslava Parpela a ten tak získal většinový podíl. 6. června 2003 přešel podíl Svjatoslava Parpela na Bohumilu Parpelovou, 29. ledna 2008 na Radku Janáčkovou a v listopadu 2010 zpět na Bohumilu Parpelovou. Na přelomu let 2008 a 2009 prošla společnost insolvenčním řízením. 7. ledna 2011 se stoprocentním vlastníkem stala britská společnost TBK (LONDON) LIMITED a 20. ledna 2011 přešlo vlastnictví na společnost MSB INVEST s.r.o. se sídlem v Brně, jednatelem se stal Tomáš Dolejší. Společnost MSB IVEST s.r.o. původně stoprocentně vlastnil Ing. Marcel Smejkal z Brna, nedlouho před akvizicí Autobusové dopravy Podbořany od něj získala 20% podíl Dagmar Smejkalová Nowaková z Náměšti nad Oslavou.
Zástupcem společnosti při jednání o výstavbě autobusového nádraží v Podbořanech byl Jiří Vařil, který se dříve specializoval například na podnikání v daňových rájích a byl známý též jako klíčová postava společností s nejasnými vlastníky, ČSAD Semily a BusLine, a jako zástupce ZVV Property Investment, napojené na ruského podnikatele Vladimira Zubkova. V roce 2013 bylo angažmá Jiřího Vařila důvodem ke zpochybňování výběrových řízení na autobusovou dopravu v Libereckém kraji, protože dlouhodobě působil na návrh KSČM ve výboru krajského zastupitelstva pro dopravu, a také ke zpochybňování údajně nevýhodné objednávky autobusové dopravy u BusLine jako subdodávky pro Dopravní podnik měst Liberce a Jablonce nad Nisou (Vařil působil na návrh ODS v dopravní komisi jabloneckého zastupitelstva).
V březnu 2014 byla jako ředitelka společnosti zmiňována Radka Janáčková.

## Autobusová doprava
Již od svého vzniku společnost provozuje linkovou i smluvní autobusovou dopravu. Linkovou dopravu provozovala zejména v okolí Podbořan a Žatce, dříve též v Karlových Varech nebo Chomutově, v minulosti provozovala i přímé spojení okresu Louny s Prahou. Od podzimu 2011 provozovala linku Praha–Podbořany. V letech 1995–2006 se společnost zabývala i nákladní dopravou.[zdroj?]
V roce 2006 firma zvítězila ve výběrovém řízení Ústeckého kraje na provozování autobusové dopravy v závazku veřejné služby v oblastech Podbořansko a Podbořany–Žatec na období 2007–2014. Tato zakázka představovala 5 % rozsahu autobusové dopravy objednávané Ústeckým krajem.
Pro výběrové řízení v roce 2013 na zajišťování autobusové dopravy v letech 2015–2024 byly oblasti Podbořansko a Podbořany–Žatec sloučeny do jedné oblasti Podbořansko. Ta byla soutěžena v rámci druhé etapy soutěží. Výběrové řízení pro Podbořansko bylo vyhlášeno v květnu 2013. Vyhodnocení zadávacího řízení oblastí Děčínsko a Podbořansko bylo podle usnesení z listopadu 2013 odloženo z důvodu přezkumu podnětu ze strany BusLine u Úřadu pro ochranu hospodářské soutěže. Roční výkon v oblasti Podbořansko byl ve výběrovém řízení vyčíslen na 900 000 km, tj. předpokládaná hodnota veřejné zakázky na 10 let na 286 mil. Kč. 21. srpna 2013 byla za vítěze vybrána Autobusová doprava s.r.o. Podbořany se základní cenou 24,28 Kč/km.
Kvůli řízení u Úřadu pro hospodářskou soutěž nemohl kraj s Autobusovou dopravou Podbořany uzavřít vysoutěženou smlouvu. Kraj proto na dobu 2 let uzavřel pro tuto oblast smlouvu se společností BusLine. Autobusová doprava s.r.o. Podbořany během prosince 2014 fakticky ukončila provoz i na své jediné dálkové lince. V roce 2015 tak neprovozovala žádnou veřejnou linkovou dopravu.[zdroj?]
V roce 2017 firma zvítězila ve výběrovém řízení na provozování dopravy v Jihomoravském kraji, oblast Znojemska, na období od 10. 12. 2017 do prosince roku 2027.

## Provozované linky

### Dálkové linky
- 560901 Podbořany – Žatec – Louny – Praha (linka zřízena 5. září 2011 se dvěma páry spojů v pracovní dny a jedním párem spojů o volných dnech). V jízdním řádu platném od 14. 12. 2014 byly obsaženy již jen dva páry spojů jedoucí od 15. do 19. prosince 2014 a po jednom páru spojů ve dnech 20. a 21. 12. 2014, takže v roce 2015 de facto linka není v provozu.
- 520800 Chomutov – Louny – Praha (1 pár spojů v pracovní dny, jen od 13. června 2004 do 1. června 2005)

### Regionální linky 2007–2014
- 562742 Žatec – Deštnice – Měcholupy – Velká Černoc – Kounov (linka zřízena 3. června 2007, do 1. ledna 2010 až do Kounova, od 3. června 2007 do 14. prosince 2008 jezdila též linka 562743 ze Žatce, pokračující z Velké Černoci do Prahy)
- 562750 Podbořany – Krásný Dvůr – Čeradice – Žatec
- 562763 Žatec – Libořice – Podbořany
- 562764 Podbořany – Velká Černoc
- 562765 Podbořany – Jesenice – Kralovice (linka zřízena 3. června 2007, v roce 2014 pouze jeden pár spojů ročně v malé části trasy)
- 562768 Žatec – Podbořany – Lubenec, Ležky
- 562769 Petrohrad – Kryry – Podbořany – Žatec – Louny (v roce 2014 pouze jeden pár spojů ročně v malé části trasy)
- 562771 Podbořany – Žatec – Chomutov (v roce 2014 pouze jeden pár spojů ročně v malé části trasy)
- 562772 Žatec – Podbořany – Blatno (do 12. prosince 2010 v trase Podbořany – Kryry – Bílenec – Běsno – Kolešov)
- 562773 Podbořany – Kryry – Kolešov (linka zřízena k 12. prosinci 2010 vyčleněním části spojů z linky 562772)
- 562774 Podbořany – Valeč – Podbořany
- 562778 Podbořany – Nepomyšl – Podbořanský Rohozec

### Ceníky
Na lince 560901 do Prahy platil jiný ceník než platil na ostatních, místních linkách. Například pro pásmo 91–100 km platilo v roce 2014 na regionálních linkách základní cena 116 Kč (ceník platný od 1. 8. 2013), ale na lince do Prahy 90 Kč (ceník platný od 12. 9. 2011). Pro pásmo do 4 km platilo na regionálních linkách základní jízdné 11 Kč, na pražské lince 8 Kč. Na regionálních linkách plattily též turistické síťové jízdenky Labe-Elbe.

## Vozový park
Web Seznam autobusů evidoval u společnosti Autobusová doprava s.r.o. Podbořany ke květnu 2014 celkem 15 provozních autobusů. Z toho bylo 6 vozů SOR C 10,5, 1 vůz SOR CN 10,5, 5 vozů řad Karosa C 934 a Karosa C 935, 1 vůz Mercedes-Benz Intouro a 2 vozy Isuzu Turquoise class II Interurbano. Typickým firemním nátěrem byla bílá barva s pruhy ve dvou odstínech zelené, uplatněná na vozech Karosa, novější autobusy však byly jednobarevné, a to vozy SOR 10,5 bílé (jeden žlutý), vozy Isuzu zelené a Mercedes-Benz Intouro šedý.

## Výstavba autobusového nádraží
V červenci 2013 navrhla Autobusová doprava s.r.o. Podbořany městu Podbořany, že zde vybuduje na svém pozemku v sousedství stávajícího autobusového nádraží nové a menší autobusové nádraží s modernějším zázemím namísto stávajícího nadměrně velikého a chátrajícího, patřícího městu. Argumentovala přitom nižšími náklady na údržbu. Zastupitelstvo města návrh těsnou většinou schválilo a stanovilo podmínky, například nepřetržité zpřístupnění jiným dopravcům, opravu komunikací, informační centrum, bezbariérové toalety, zazelenění atd. Část zastupitelů vyjádřila obavu, že město ztratí kontrolu nad autobusovou dopravou. Stávající areál dopravce měl být rozdělený na dvě části. Uzavřená část měla i nadále sloužit jen pro potřeby AD Podbořany, druhou část měl tvořit prostor s autobusovým nádražím, otevřený všem dopravcům. V čekárně měly být k dispozici k nahlédnutí noviny a časopisy, k dispozici měl být nápojový automat, dětský koutek s hračkami a výtvarnými potřebami.
Podle původních plánů mělo být nové autobusové nádraží uvedeno do provozu na podzim 2014, podle informace z března 2014 mělo být otevřeno do konce roku 2014.
Staré autobusové nádraží, patřící městu, by mohlo zaniknout, pokud se nové osvědčí. Uvažovalo se například o jeho přeměně v parkoviště nebo obchodní centrum, tržnici či skate park. Starosta Radek Reindl preferoval zřízení parkoviště s tím, že pokud by s novým, soukromým autobusovým nádražím byly sebemenší problémy, město by mohlo obnovit původní autobusové nádraží.